# Pomona Sprout
Pomona Sprout imaginaran je lik iz serije romana o Harryju Potteru autorice J. K. Rowling. Ona je profesorica Travarstva i predstojnica doma Hufflepuffa u Hogwartsu. Ona je zdepasta i vesela vještica koja nosi otrcanu pelerinu prekrivenu zemljom i pohabani šešir.
Profesoricu Sprout glumila je britanska glumica Miriam Margolyes.
Njezino najveće dostignuće u romanima o Harryju Potteru bila je priprema soka od mandragore za "oživljavanje" žrtava baziliska u Harryju Potteru i Odaji tajni. Pojavila se i u Harryju Potteru i Plamenom peharu kad je napravila veliku količinu sredstva protiv akni, a kasnije je iste godine bila izabrana da tiješi Amosa Diggoryja i njegovu suprugu nakon što je njihov sin, pripadnik Hufflepuffa, Cedric Diggory poginuo.
U Harryju Potteru i Redu feniksa je podržala priču Harryja Pottera o Voldemortovom povratku u svoje tijelo. Kao i mnogi drugi profesori u Hogwartsu, nije podnosila Dolores Umbridge i trudila se ne obazirati se na njene zapovijedi i odredbe. To je potvrdila kad je Gryffindorima dodijelila dvadeset bodova zato što joj je Harry dodao kantu za zalijevanje.
Nakon bitke u Hogwartsu u Harryju Potteru i Princu miješane krvi profesorica Sprout poslala je učenike natrag na spavanje i prisustvovala je sastanku s Minervom McGonagall, Filiusom Flitwickom, Horaceom Slughornom i Rubeusom Hagridom na kojem se govorilo o budućnosti Hogwartsa. Profesorica Sprout jedna je od zagovaratelja ideje da Hogwarts ostane otvoren nakon Dumbledoreove smrti. Podržavala je i prijedlog da Dumbledore bude pokopan na zemljištu škole.